# Dereon Seabron

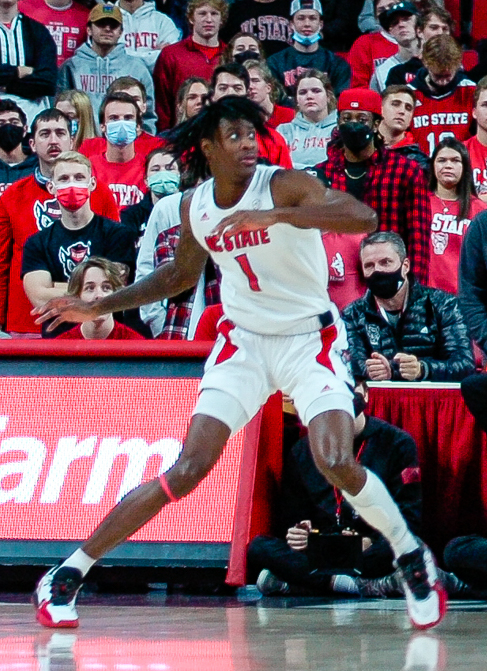
Dereon Seabron, 2022.

Dereon Seabron, född 26 maj 2000 i Norfolk i Virginia, är en amerikansk professionell basketspelare (SG) som spelar för Detroit Pistons i National Basketball Association (NBA). Han har tidigare spelat för New Orleans Pelicans.
Seabron blev aldrig NBA-draftad.
Innan han blev proffs studerade Seabron vid North Carolina State University och spelade för deras idrottsförening NC State Wolfpack.